# Jogabilidade
Jogabilidade é um termo na indústria de jogos eletrônicos que inclui todas as experiências do jogador durante a sua interação com os sistemas de um jogo, especialmente jogos formais, e que descreve a facilidade na qual o jogo pode ser jogado, a quantidade de vezes que ele pode ser completado ou a sua duração.
O uso próprio do termo está acoplado em referência a "o que o jogador faz". No decorrente desenvolvimento de jogos eletrônicos na década de 1980, jogabilidade era usado somente no contexto de jogos eletrônicos ou jogos de computador, apesar de sua popularidade ter começado com o seu uso em outras formas de jogos mais tradicionais. Geralmente, jogabilidade na terminologia dos jogos eletrônicos é usado para descrever a experiência geral de um jogador em relação aos controles e desafios de um jogo.
O termo "jogável" (ou "selecionável"), por si, pode também ser usado para referir-se a objetos da jogabilidade que podem ser controlados pelo jogador. É frequentemente atribuído a personagens de jogos de RPG ou de luta, e a facções em jogos de estratégia em tempo real, como "jogável" ou "não-jogável". O termo é frequentemente usado em prévias, resenhas e outras discussões críticas sobre jogos como critério de avaliação. Uma grande quantidade de personagens não-selecionáveis pode ser menos atrativo.